# Ouaoumana
Ouaoumana (en àrab واومانة, Wāwmāna; en amazic ⵡⴰⵡⵎⴰⵏⴰ) és una comuna rural de la província de Khénifra, a la regió de Béni Mellal-Khénifra, al Marroc. Segons el cens de 2014 tenia una població total de 8.849 persones.